# Cornwall (Vermont)
Cornwall ist eine Town im Addison County des Bundesstaates Vermont in den Vereinigten Staaten mit 1207 Einwohnern (laut Volkszählung von 2020).

## Geografie

### Geografische Lage
Die Gemeinde liegt in der östlichen Ebene des Lake Champlain und ist durch geringe Höhenunterschiede gekennzeichnet. Zwei Fließgewässer berühren das Gebiet. An der östlichen Grenze der Town fließt der Otter Creek; im Südosten der Town speist er ein großes Sumpfgebiet, das etwa 20 % der Fläche der Town umfasst und heute ein Naturschutzgebiet bildet. Im Nordosten fließt zudem der Lemon Fair River. Die höchste Erhebung ist der 177 m hohe De Long Hill.

### Nachbargemeinden
Alle Angaben als Luftlinien zwischen den offiziellen Koordinaten der Orte aus der Volkszählung 2010.
- Norden: Weybridge, 2,6 km
- Nordosten: Middlebury, 10,6 km
- Südosten: Salisbury, 11,9 km
- Süden: Whiting, 2,8 km
- Südwesten: Shoreham, 11,1 km
- Nordwesten: Bridport, 12,7 km

### Klima
Die mittlere Durchschnittstemperatur Cornwalls liegt zwischen −7,8 °C (18 °Fahrenheit) im Januar und 21 °C (70 °Fahrenheit) im Juli. Damit ist der Ort gegenüber dem langjährigen Mittel der USA um etwa 10 Grad kühler. Die Schneefälle zwischen Oktober und Mai liegen mit bis zu sechs Metern etwa doppelt so hoch wie die mittlere Schneehöhe in den USA, die tägliche Sonnenscheindauer liegt am unteren Rand des Wertespektrums der USA.

## Geschichte
Das Gebiet wurde am 3. November 1761 durch Gouverneur Benning Wentworth als Teil der New Hampshire Grants zur Besiedlung ausgerufen und an eine Gruppe von 65 Interessenten aus Litchfield County in Connecticut, verkauft. Zu einer ersten Besiedlung kam es aber erst ab 1774 nahe dem Westufer des Otter Creek, das heute zu Middlebury gehört. Unter den überlieferten Namen der Siedler findet sich keiner der ursprünglichen Käufer des Landes.
Zwar kam es von Anfang an zu kleineren Zwischenfällen mit Indianern; so wurden Obstbäume gefällt und Vieh gestohlen. Doch als im Verlauf des Unabhängigkeitskrieges das nahe gelegene Fort Ticonderoga 1777 in die Hände der Briten fiel, wurde der Druck durch marodierende Indianer und britische Soldaten so hoch, dass die Siedler, wie in anderen Towns der Umgebung, aus ihren Höfen zurück in die Ursprungsorte in Connecticut, Massachusetts und dem Süden des heutigen Vermonts zurückzogen. Erst nach dem Ende des Krieges im Jahr 1783 kam es zu erneuten Niederlassungen im Bereich der Town. Die Bevölkerungszahlen wuchsen rasch an: Im März 1784 konnte die konstituierende Stadtversammlung abgehalten werden; im Winter desselben Jahres zogen etwa 30 Familien aus Connecticut hierher.
Da die Unterlagen der Town bis zum Jahr 1786 verloren gegangen sind, lassen sich in vielen Punkten keine genauen Angaben mehr machen.
Im Jahr 1796 wurde das Land westlich des Otter Creek an die angrenzende Town Middlebury bis zur Höhe bis zur südlichen Grenze Middleburys übereignet. Als Gründe werden bei Matthews unter anderem angegeben: Wenige Siedler waren in Cornwall tätig, aber auch für die wenig fruchtbaren Sümpfe hätte die Gemeinde Steuern an den Gouverneur zahlen müssen. Zudem waren die Bewohner Cornwalls für den Bau und den Unterhalt des Wegenetzes in ihrem Gebiet zuständig. Sie hatten bereits zwei Brücken über den Otter Creek gebaut und bezahlt; es war unklar, wie viele noch hätten gebaut werden müssen.  Zusätzlich vermutet Matthews, dass viele der ursprünglichen Siedler lieber zu Middlebury als aufstrebendem Wirtschaftszentrum gehören wollten. 
Der Zensus von 1840 weist die Gemeinde als hauptsächlich landwirtschaftlich tätig aus: Insbesondere die Schafzucht war verbreitet; an Feldfrüchten wurden besonders Kartoffeln und Mais angebaut. Auch hierin unterschied sich Cornwall nicht von seinen Nachbargemeinden. Allerdings wurde durch die Erschließung eines Marmorsteinbruchs und einer Lagerstätte von hydraulischem Zement im Süden der Gemeinde eine erste Grundlage für die Industrialisierung des Gebietes gelegt.
Der Bahnbau, der ab der Mitte der 1840er Jahre Vermont erfasste, ging auch an Cornwall nicht vorbei. Durch den Anschluss an die Bahnstrecke Bellows Falls–Burlington änderte sich der Käuferkreis für die Produkte der Gemeinde erheblich. Während sich das benachbarte Middlebury zum industriellen Zentrum der Umgebung entwickelt hatte, wurde in Cornwall und den umgebenden Towns insbesondere die Landwirtschaft umgestellt. Bis in die 1890er Jahre wurde die Schafhaltung weitgehend durch Milchviehwirtschaft ersetzt. Als bevorzugte Feldfrüchte wurden nun alle Getreidesorten, besonders Weizen und Hafer, angebaut. Der Bahnbau bewirkte zudem eine Abwanderungsbewegung in die Industriezentren Amerikas, insbesondere in die Metropolen der Ostküste.
Aufgrund der geringen Industrialisierung des Gebietes hatten weder der Erste Weltkrieg noch die Weltwirtschaftskrise oder der Zweite Weltkrieg wesentlichen Einfluss auf die Entwicklung der Gemeinde. Die Weiterentwicklung Middleburys zum lokalen Wirtschaftszentrum seit der Mitte der 1960er Jahre bewirkt, wie in den meisten anderen Towns der Umgebung, die Zunahme von Einwohnern, die in Middleburys arbeiten und im Umland wohnen. Seit dem Zensus 2000 sind die Einwohnerzahlen etwa wieder auf den Stand von vor 1850 eingependelt und bleiben stabil bei etwa 1200 Einwohnern. Auch der aktuelle Stadtentwicklungsplan sieht keine wesentlichen Steigerungen durch die Anlage neuer Wohngebiete etc. vor.

### Religionen
Die erste Kirchengemeinde wurde am 15. Juli 1785 gegründet und bereits ein Jahr später der erste hauptamtliche Priester angestellt. Weitere Kirchengemeinden wurden in rascher Folge gegründet.
Heute ist in Cornwall eine Gemeinde der United Church of Christ ansässig.

### Einwohnerentwicklung
| Volkszählungsergebnisse – Town of Cornwall, Vermont | Volkszählungsergebnisse – Town of Cornwall, Vermont | Volkszählungsergebnisse – Town of Cornwall, Vermont | Volkszählungsergebnisse – Town of Cornwall, Vermont | Volkszählungsergebnisse – Town of Cornwall, Vermont | Volkszählungsergebnisse – Town of Cornwall, Vermont | Volkszählungsergebnisse – Town of Cornwall, Vermont | Volkszählungsergebnisse – Town of Cornwall, Vermont | Volkszählungsergebnisse – Town of Cornwall, Vermont | Volkszählungsergebnisse – Town of Cornwall, Vermont | Volkszählungsergebnisse – Town of Cornwall, Vermont |
| Jahr                                                | 1700                                                | 1710                                                | 1720                                                | 1730                                                | 1740                                                | 1750                                                | 1760                                                | 1770                                                | 1780                                                | 1790                                                |
| --------------------------------------------------- | --------------------------------------------------- | --------------------------------------------------- | --------------------------------------------------- | --------------------------------------------------- | --------------------------------------------------- | --------------------------------------------------- | --------------------------------------------------- | --------------------------------------------------- | --------------------------------------------------- | --------------------------------------------------- |
| Einwohner                                           |                                                     |                                                     |                                                     |                                                     |                                                     |                                                     |                                                     |                                                     |                                                     | 826                                                 |
| Jahr                                                | 1800                                                | 1810                                                | 1820                                                | 1830                                                | 1840                                                | 1850                                                | 1860                                                | 1870                                                | 1880                                                | 1890                                                |
| Einwohner                                           | 1163                                                | 1279                                                | 1120                                                | 1264                                                | 1163                                                | 1155                                                | 977                                                 | 969                                                 | 1070                                                | 927                                                 |
| Jahr                                                | 1900                                                | 1910                                                | 1920                                                | 1930                                                | 1940                                                | 1950                                                | 1960                                                | 1970                                                | 1980                                                | 1990                                                |
| Einwohner                                           | 850                                                 | 789                                                 | 782                                                 | 640                                                 | 670                                                 | 728                                                 | 756                                                 | 900                                                 | 993                                                 | 1101                                                |
| Jahr                                                | 2000                                                | 2010                                                | 2020                                                | 2030                                                | 2040                                                | 2050                                                | 2060                                                | 2070                                                | 2080                                                | 2090                                                |
| Einwohner                                           | 1136                                                | 1185                                                | 1207                                                |                                                     |                                                     |                                                     |                                                     |                                                     |                                                     |                                                     |

## Kultur und Sehenswürdigkeiten

### Naturdenkmäler
Ein großer Teil der Fläche der Town, etwa ein Fünftel, durch ein großes Sumpfgebiet im Südosten der Gemeinde bedeckt, das als Landschaftsschutzgebiet unter dem Namen „Cornwall Swamp Wildlife Management Area“ geführt wird und zusätzliche, geringe Einnahmen aus dem Tourismus einbringt. Der Sumpf ist Teil eines Überflutungsgebietes des Otter Creek und wurde 1974 vom U.S. National Park Service zu einem National Natural Landmark erklärt.

## Wirtschaft und Infrastruktur

### Verkehr
Nach der Schließung der Bahnstation wird Cornwall heute vor allem durch zwei Straßen an die Außenwelt angebunden: Zum einen der Vermont State Route 30, die in Nord-Süd-Richtung verläuft und Middlebury mit Whiting verbindet, zum anderen die Vermont State Route 74, die Anbindung der südwestlich gelegenen Fähre bei Ticonderoga in den Bundesstaat New York. Außerdem führt die Vermont State Route 125 durch das Gebiet, die die nordwestlich gelegene Lake Champlain Bridge anbindet.

### Öffentliche Einrichtungen
Mit Ausnahme des Rathauses und der Schulen sind in Cornwall keine öffentlichen Einrichtungen beheimatet. Das nächstgelegene Krankenhaus ist das Porter Medical Center in Middlebury.

### Bildung
Cornwall gehört mit Bridport, Middlebury, Ripton, Salisbury, Shoreham und Weybridge zum Addison Central School District.
Cornwall verfügt über eine sechszügige Grundschule, die Bingham Memorial School; weiterführende Schulen werden besonders im benachbarten Middlebury angeboten. Die nächstgelegenen Universitäten liegen in Burlington und Norwich.
Die Cornwall Free Public Library befindet sich in der Town Hall von Cornwall.

## Persönlichkeiten

### Söhne und Töchter der Stadt
- William Slade (1786–1859), Abgeordneter im US-Repräsentantenhaus und Gouverneur des Bundesstaates Vermont
- Jonah Sanford (1790–1867), Politiker und Abgeordneter im US-Repräsentantenhaus
- Solomon Foot (1802–1866), Politiker und Vertreter Vermonts in beiden Häusern des Kongresses
- Abram W. Foote (1862–1941), Geschäftsmann, Politiker und Vizegouverneur des Bundesstaates Vermont
- Eugene Cook Bingham (1878–1945), Chemiker und Entwickler der Rheologie

### Persönlichkeiten, die vor Ort gewirkt haben
- Ethan Allen (1738–1789) zog als Kind mit seinen Eltern nach Cornwall und wuchs dort auf.